# Rózsafa
Rózsafa è un comune dell'Ungheria di 393 abitanti (dati 2008) situato nella contea di Baranya, regione Transdanubio Meridionale